# Rio Quebra-Anzol
O rio Quebra-Anzol é um curso de água do estado de Minas Gerais que passa pelo municípios de Ibiá, Patrocínio, Araxá, Perdizes, Iraí de Minas, Pedrinópolis e Santa Juliana e desagua no rio Araguari.